# باریکه یونی

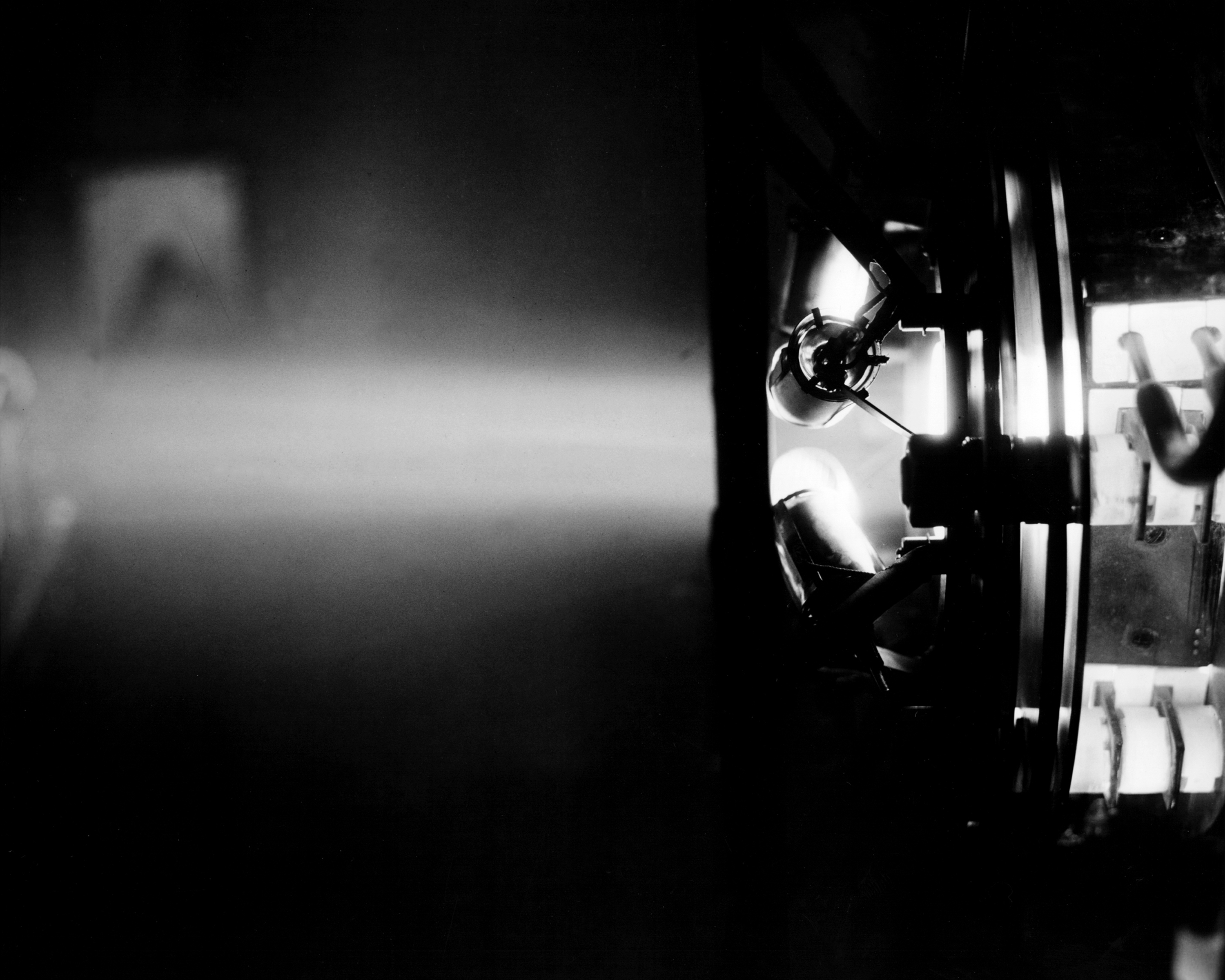
یک موشک باریکه یونی کوچک در حال آزمایش توسط ناسا.

باریکهٔ یونی (به انگلیسی: ion beam) نوعی باریکه ذرات باردار است که از یون تشکیل شده است. باریکه‌های یونی کاربردهای زیادی در تولید لوازم الکترونیکی (عمدتاً کاشت یون) و سایر صنایع دارند. منابع باریکه‌های یونی متنوعی وجود دارد که برخی از آن‌ها، رانشگرهای بخار جیوه ای اند؛ که توسط ناسا در دهه ۱۹۶۰ توسعه یافتند. رایج‌ترین باریکه‌های یونی از یون‌های تک بار هستند.

## واحدهای اندازه‌گیری
چگالی جریان یون به‌طور معمول بر حسب {\displaystyle mA/cm^{2}} و انرژی یون بر حسب eV اندازه‌گیری می‌شود. استفاده از eV برای تبدیل بین ولتاژ و انرژی، به ویژه در هنگام برخورد با باریکه‌های یونی تک بار، و همچنین تبدیل بین انرژی و دما (1eV = 11600k) راحت است.

## کاربردها

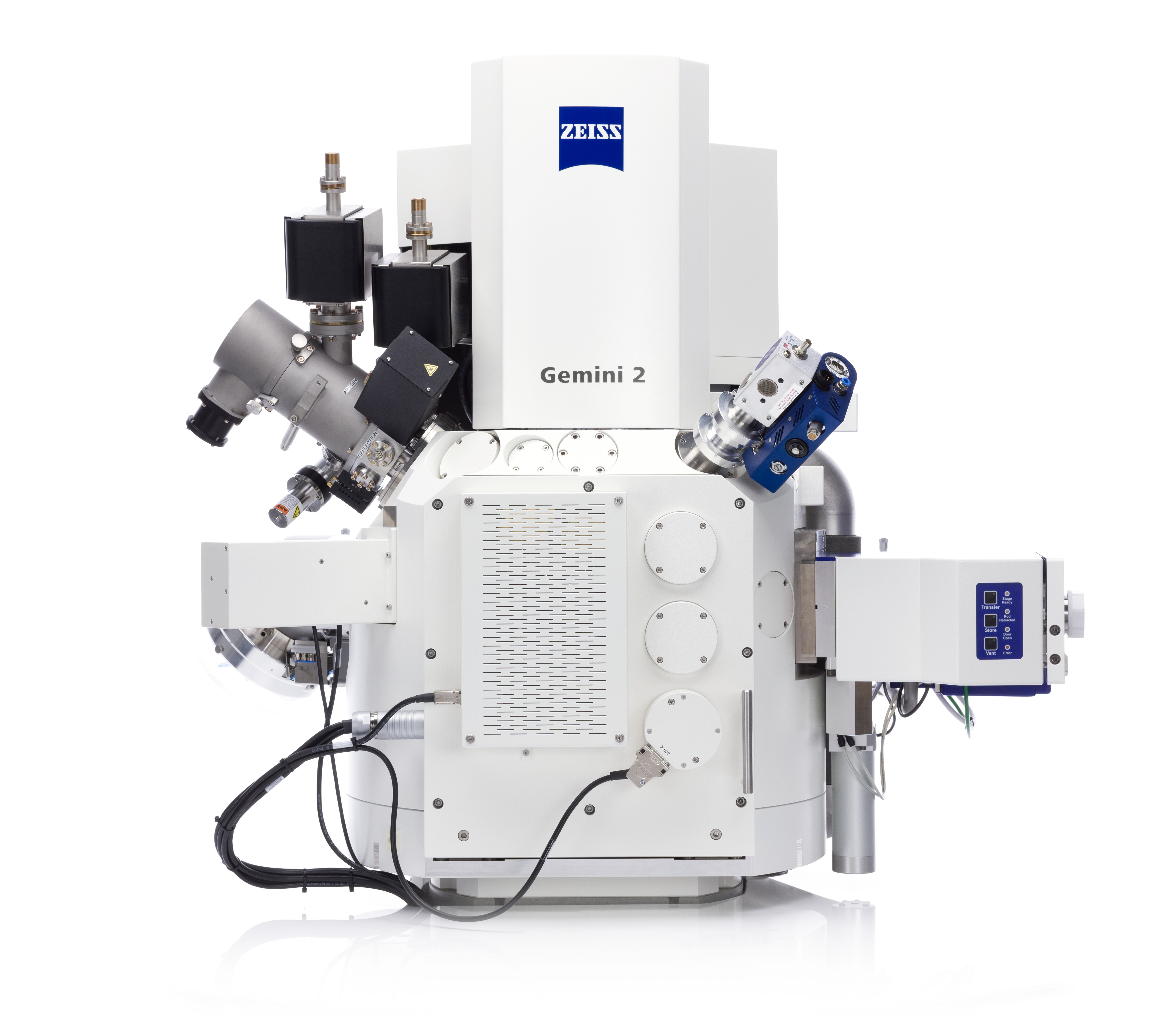
Carl Zeiss Crossbeam 550 - ترکیبی از میکروسکوپ الکترونی روبشی گسیل میدانی (FE-SEM) با باریکه یون متمرکز (FIB).

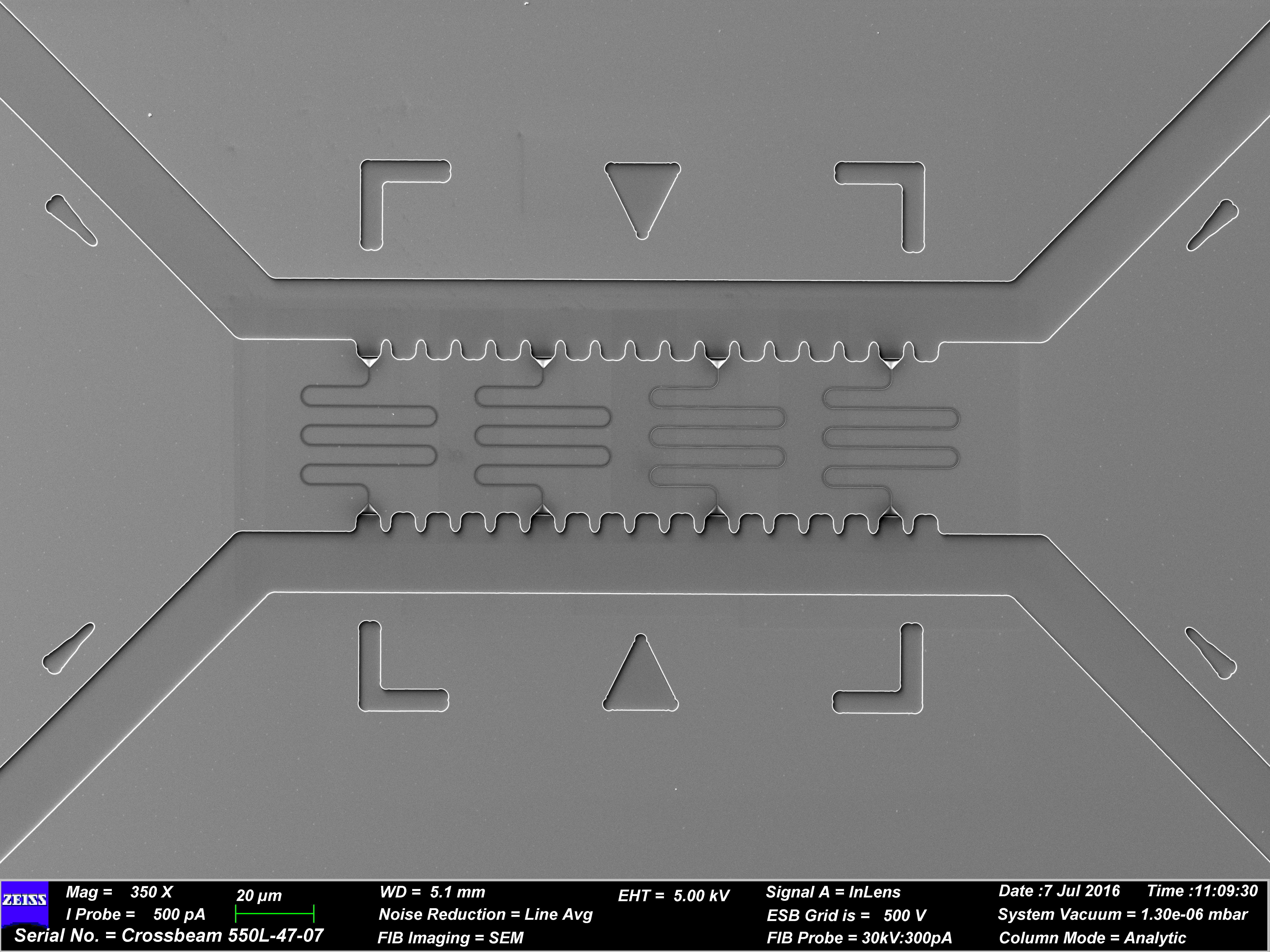
کانال‌های نانوسیال ساخته شده با زایس Crossbeam 550 L، در یک مهر اصلی سیلیکونی